# André Lemierre

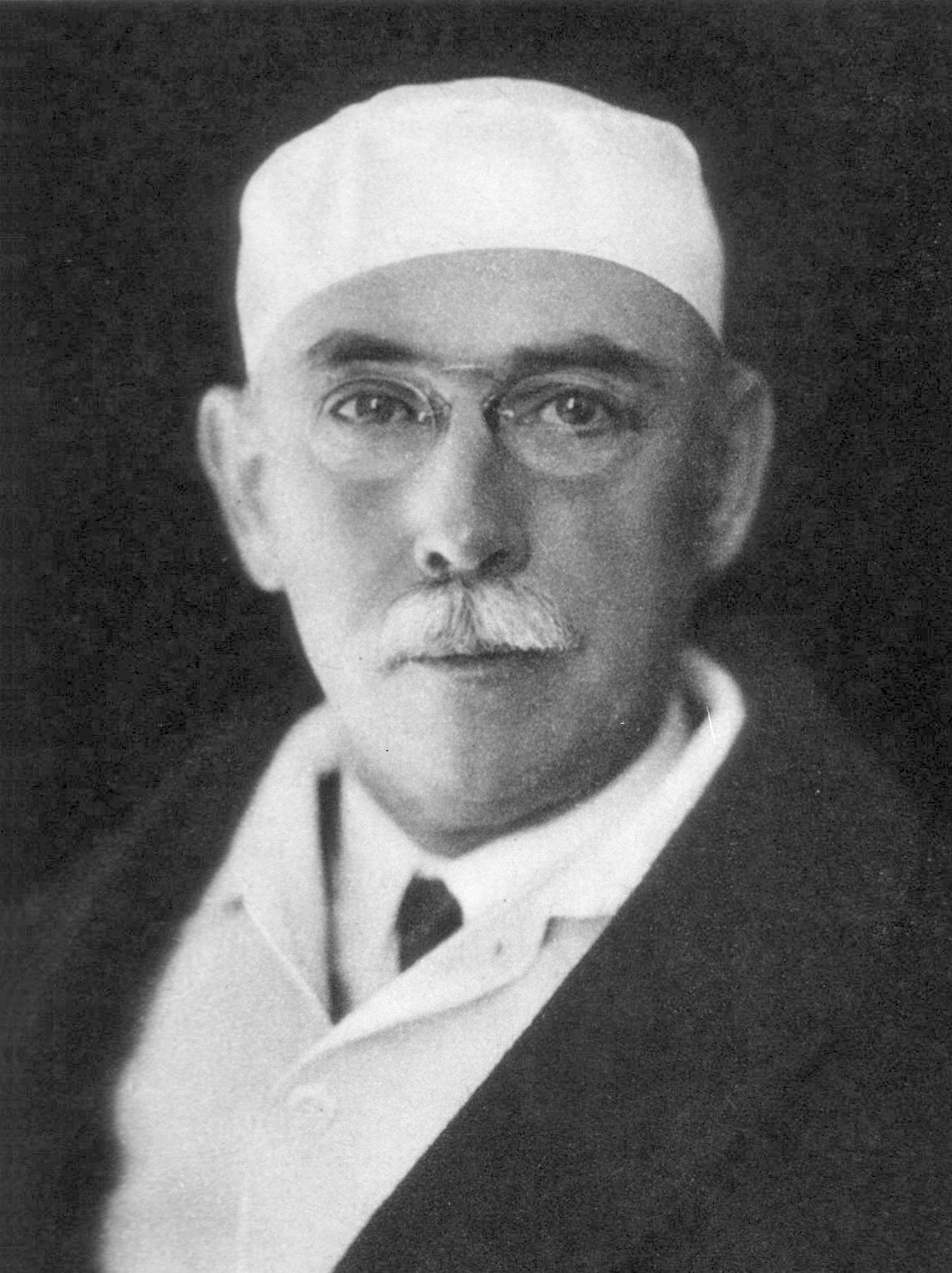
André-Alfred Lemierre

André-Alfred Lemierre (* 30. Juli 1875 in Paris; † 1956 in La Bernerie-en-Retz) war ein französischer Bakteriologe.

## Leben
Er studierte in Paris, wo er 1896 zunächst Externer und dann 1900 Assistenzarzt wurde. Er promovierte 1904, wurde 1912 Médecin de Hôpitaux und arbeitete später im Hôspital Bichat. Er habilitierte sich 1913  und wurde  1926 zum Professor für Bakteriologie befördert. Seine Arbeiten betrafen Untersuchungen zu Sepsis, Typhus, Gallen- und Harnwegsinfektionen, Nierenerkrankungen usw. Er beschrieb das Lemierre-Syndrom 1936 während seiner Tätigkeit als Bakteriologe im Pariser Claude-Bernard-Krankenhaus.